# Teoria ipodermica
La teoria del proiettile (Bullet Theory), chiamata anche teoria dell'ago ipodermico (dall'inglese Hypodermic Needle Theory) o, ancora, teoria della cinghia di trasmissione, è una teoria che considera i mass media come potenti strumenti persuasivi che agiscono direttamente su di una massa passiva e inerte. 
La teoria ipodermica è il primo tentativo di comprendere il funzionamento della comunicazione interpersonale in maniera sistematica, viene sviluppata negli anni quaranta sulla base delle ricerche della psicologia comportamentale, e in base a questo filone psicologico vede la comunicazione come una relazione diretta e univoca che lega lo stimolo alla risposta. La comunicazione tra due individui viene quindi considerata come un processo diretto tra comunicatore e ricevente senza alcun intermediario, in cui il messaggio viene ricevuto senza alcuna intermediazione e, importante da sottolineare, gli effetti sono dati per scontati, e quindi nemmeno analizzati.

## Definizione
Come si evince dalla traduzione letterale, il termine bullet sta a significare la parola "proiettile" ovvero il messaggio mediale che colpisce direttamente un soggetto, evidentemente senza possibilità di opporsi. In altri termini, il messaggio "sparato" dai media viene "iniettato" direttamente nella pelle del ricevente, il quale ha un ruolo del tutto passivo. La Bullet Theory ha ancora oggi un valore schematico che illustra un particolare aspetto dei media. Ad esempio il concetto di  target  (letteralmente: bersaglio), usato in pubblicità per indicare i destinatari di un annuncio, deriva da questa teoria.

## Storia
La teoria ipodermica nasce negli Stati Uniti nel periodo tra le due guerre mondiali (1920-1930) e rappresenta, più che una teoria, il clima d'opinione che si respirava in quegli anni circa gli effetti dei media. In quegli anni, l'Europa fu attraversata dal fenomeno nazista e fascista dove le masse, ancora inconsapevoli del reale potere dei mezzi di comunicazione di massa furono portate a sostenere tale tipo di regimi. 
Prendendo il nome dall'immagine dell'ago ipodermico utilizzato per le punture, questa teoria afferma che i messaggi colpiscono personalmente gli individui, in modo diretto e immediato, modificandone opinioni e comportamenti. Il modello di riferimento è il modello comportamentistico. La teoria dell'ago ipodermico o teoria del proiettile postula pertanto effetti forti dei media ed un'audience passiva e indifesa, per cui si parla di manipolazione e propaganda della comunicazione.
Oggi sta ad indicare il fenomeno con cui gli Stati Uniti d'America e gli altri stati capitalisti usano gli attuali "potentissimi" mezzi di comunicazione (la televisione e internet, ad esempio) per inviare i loro messaggi di propaganda, tramite messaggi subliminali e pubblicità indiretta.

## Descrizione
La teoria ipodermica sostiene una relazione diretta tra stimolo (esposizione al messaggio) e risposta (comportamento). Nella pratica intende dimostrare che se una persona è raggiunta da un messaggio di propaganda, quest'ultima può essere manipolata a proprio piacimento e indotta ad agire secondo il proprio volere.
La teoria ipodermica ha come suo fondamento e giustificazione la teoria della "società di massa". Quest'ultima deriva dalla trasformazione della società preindustriale in società industrializzata e dalla conseguente crescita della divisione e specializzazione del lavoro. In particolare, la società di massa è composta, secondo tale pensiero, da individui:
- indifferenziati;
- isolati e atomizzati;
- anonimi e poco colti;
- senza organizzazione e leadership;
- facilmente suggestionabili;
- contraddistinti da comportamenti collettivi uniformi.

Di conseguenza tali individui sono il bersaglio ideale per i messaggi propagandistici, che mirano ad ottenere dalla massa un dato comportamento.
Inoltre, a rafforzare ancora di più le conclusioni della teoria ipodermica, c'è, nel clima culturale del periodo, la "teoria dell'azione", elaborata dall'approccio comportamentista della psicologia behaviorista, che studia il comportamento umano attraverso l'esperimento e l'osservazione. Secondo la teoria dell'azione la società di massa risponde in modo uniforme ed automatico allo stimolo ricevuto dai media e questo meccanismo è descrivibile da un semplice modello comportamentale di questo tipo:
stimolo del messaggio {\displaystyle \rightarrow } risposta dell'audience
Ciò esalta ulteriormente l'idea di reazioni meccaniche e condizionate ai messaggi.
Naturalmente non tutti la pensavano come descritto. Di opinione diversa erano i teorici della cosiddetta scuola di Chicago, che rifiutavano la rappresentazione di una massa indifferenziata ed attribuivano ai mass media appena nati grandi potenzialità per la democrazia (ad esempio per dare voce alle minoranze degli immigrati), sia pure sempre nell'ambito di un'audience ritenuta passiva.
Gli sviluppi successivi dei media studies sono stati alimentati dalla ricerca amministrativa americana, commissionata dalla pubblica amministrazione, da imprese private e partiti politici, allo scopo di risolvere i problemi pratici (di contenuto e di effetto sui pubblici) delle campagne pubblicitarie ed elettorali.
Tali sviluppi hanno preso in considerazione due variabili precedentemente trascurate:
- le caratteristiche psicologiche dell'individuo;
- i fattori sociali di relazione e di differenza (età, sesso, classe sociale, etnia, etc...).

Si giunge pertanto alla conclusione che la risposta allo stimolo non è passiva, immediata e meccanicistica, ma è mediata da una certa resistenza dei destinatari del messaggio e si configura quindi in questo modo:
stimolo {\displaystyle \longrightarrow } resistenza {\displaystyle \longrightarrow } risposta
Due sono le teorie che vengono elaborate all'interno di questo nuovo approccio: la teoria della persuasione e la teoria degli effetti limitati.